# Abigail Cowen
Abigail Frances Cowen (Gainesville (Florida), 18 maart 1998) is een Amerikaanse actrice.

## Persoonlijk
Cowen groeide op op een boerderij in Florida. Nadat ze was afgestudeerd aan de Universiteit van Florida, verhuisde Cowen naar Los Angeles om een professionele acteercarrière na te streven.
In 2014 maakte ze haar televisiedebuut in een aflevering van Red Band Society. In 2017 speelde ze gastrollen in Stranger Things en Wisdom of the Crowd. In 2018 had ze een bijrol in The Fosters als Eliza, de verloofde van hoofdpersoon Brandon Foster. Ook speelde ze de heks Dorcas in de Netflix-serie Chilling Adventures of Sabrina. Op 17 september werd aangekondigd dat Cowen de hoofdrol van Bloom zou spelen in Fate: The Winx Saga.

## Filmografie
- 2014: Red Band Society
- 2017: Stranger Things (2 afleveringen)
- 2017–2018: Wisdom of the Crowd (5 afleveringen)
- 2018: The Fosters (4 afleveringen)
- 2018–2020: Chilling Adventures of Sabrina (bijrol)
- 2020: I Still Believe [7]
- 2021: Fate: The Winx Saga (hoofdrol)
- 2022: Redeeming Love (hoofdrol)